# Гайдуков, Юрий Павлович
Гайдуков Юрий Павлович (6 мая 1930 — 27 января 2007) — советский и российский физик, доктор физико-математических наук, профессор Московского государственного университета им. М. В. Ломоносова. Лауреат
Государственной премии СССР (1967).

## Биография
Ю. П. Гайдуков родился 6 мая 1930 г. в г. Людиново (деревня Колчино) Калужской области. Вскоре семья переехала в подмосковное тогда Кунцево. В 1947 г. Юрий Павлович поступил на Физический факультет
Московского государственного университета им. М. В. Ломоносова, а в 1953 году с отличием закончил его и поступил в аспирантуру Института Физических Проблем АН СССР. После окончания аспирантуры он был принят на работу младшим научным сотрудником в ИФП (1957—1963 гг.) в лабораторию его научного руководителя профессора Н. Е. Алексеевского. В 1959 г. он защитил кандидатскую диссертацию
«Гальваномагнитные свойства золота». В 1963 г. по приглашению заведующего Кафедрой физики низких температур МГУ академика АН СССР А. И. Шальникова он перешёл на работу в МГУ в должности старшего научного сотрудника. «Приход на кафедру Гайдукова в очень большой степени способствовал развитию новых экспериментальных методов исследований, появлению современных измерительных приборов и внёс атмосферу жёсткого критического отношения к научным результатам» .
В 1966 г. Ю. П. Гайдуков защитил докторскую диссертацию «Топология поверхностей Ферми для металлов». С 1973 г. Ю. П. Гайдуков занял должность профессора физического факультета МГУ. В конце 1960-х годов в лаборатории Ю. П. Гайдукова были начаты работы по исследованию уникальных физических свойств нитевидных кристаллов — сверхминиатюрных объектов, идеальных для исследований взаимодействия электронов проводимости с поверхностью образцов. "Благодаря этим работам, проводившимся в тесном контакте экспериментаторов с теоретиками, существенно изменились и прояснились наши представления о движении электронов проводимости в металлах. В них впервые было получено общее представление о топологии поверхности Ферми, а на примере бериллия и цинка убедительно показано, что явление «магнитного пробоя» в действительности имеет место. Первая справочная таблица «Топология поверхностей Ферми металлов» была создана Ю. П. Гайдуковым и помещена в виде приложения к монографии И. М. Лифшица, М. Я. Азбеля и 
М. И. Каганова «Электронная теория металлов» (М.: Наука, 1971).
Об этом периоде исследований вспоминает М. И. Каганов: «Радость, которую испытали мы — теоретики — от возможности совместно с экспериментаторами получать важные и красивые результаты, переоценить невозможно. И живёт она в душе
уже более 40 лет. Ясно — сохранится навсегда».
Другое направление исследований, также начатое в конце 1960-х годов, связано с исследованием эффекта электромагнитного возбуждения звука в металлах. Этот эффект позволяет реализовать рекордную точность определения упругих параметров вещества. Разработанные методики оказались эффективными при исследовании магнитных свойств редкоземельных металлов и стимулировали появление теоретических работ. В 1967 г. совместно с Н. Е. Алексеевским Ю. П. Гайдуков получил Государственную премию СССР за цикл работ по экспериментальным исследованиям гальваномагнитных свойств металлов. В 1989 г. он совместно с А. Н. Васильевым, и В. Н. Никифоровым получил Авторское свидетельство СССР «Электромагнитно-акустический способ контроля качества и твёрдости изделия» (Патент SU 1481671).
В последние годы научный интерес Ю. П. Гайдукова был связан с исследованиями веществ с колоссальным магнитосопротивлением — перовскитоподобных манганитов. Целью исследований являлось установление связи упругих модулей этих веществ с различными магнитными и структурными переходами, наблюдаемыми в них.

## Воспоминания
Долгие годы Юрий Павлович со своей женой Наталией Михайловной Крейнес  был участником спектаклей Подмосковной Приакадемической Филармонии. О её «истории» выпущена книга. Это рассказ об уникальной «лирической» форме самовыражения российского «физического» (естественно-научного) сообщества (Б. В. Поповский, В. В. Колбановский.
Подмосковная Приакадемическая Филармония (1957—2012). Москва, 2012). Характеристика Ю. П. Гайдукова из этой книги:
«Юра — обладатель прекрасного (даже слегка поставленного) тенора, статный, красивый, не боящийся сцены. Наш
безусловный (более чем на три десятилетия) жён-премьер».
Вот некоторые участники этой филармонии: «Алексей Абрикосов, физик, академик, в 2003 году стал Нобелевским лауреатом… Андрей Боровик-Романов, физик, академик. Юрий Гайдуков, физик, профессор, лауреат Государственной премии СССР. Варлен Колбановский, социолог первого поколения,
это с его подачи в конце 1950-х началась дискуссия о признании социологии самостоятельной наукой. Виктор Олевский -
химик, профессор, автор 10 книг, лауреат нескольких государственных и правительственных премий. Богдан Поповский,
один из крупнейших в стране специалистов по сварным конструкциям, в 1958 г. стал лауреатом Ленинской премии. Михаил
Хайкин, физик, специалист в области электронных явлений и физики низких температур, член-корреспондент АН СССР.
Окмир Агаханянц, доктор географических наук, один из крупнейших в мире геоботаников. Икар Ковнер, доктор
технических наук. Даниэль Митлянский, заслуженный художник России, член-корреспондент Российской Академии художеств. Сергей Славатинский, физик, профессор, академик Российской академии естественных наук. Вячеслав Щуров,
фольклорист, доктор искусствоведения, заслуженный деятель искусств России, профессор
Гнесинки».
В студенческие годы Ю. П. Гайдуков увлёк своих однокурсников лыжными походами с ночёвками по Подмосковью. Затем были
байдарочные походы по Карелии, перешедшие в походы по Приполярному Уралу и Сибири на плотах, которые он рубил и
собирал своими руками вместе с друзьями. «Он задумывал удивительные маршруты походов по самым удалённым местам
страны: Воркута-тундра, Полярный Урал, Саяны, Памир, Тянь-Шань и др.
Кто в лес дремучий заведёт

и выведет нас снова?

Кто клади больше всех несёт,

с ружьём к стрельбе готовым?

Кто топорами и пилой

мастачит плот кедровый?

Мы обошли бы шар земной

совместно с Гайдуковым.»
Товарищи по походам, да и не только, вспоминают
«стойкий дух и непреклонность Юры Гайдукова с его лозунгом: „Только движение — ваше спасение!“». (Из книги: «Подмосковная Приакадемическая Филармония»).
И, фотография времён студенчества. Курс физического факультета МГУ 1948—1953 гг. На строительстве МГУ. 1951 г. Студенты физфака. Впереди: Наташа Крейнес, Рита Михеева, Ира Хухорева, Юра Гайдуков, Лена Шарова (Свистова), Ира Готвальд (Калинкина) .